# Tracy Pew
Tracy Pew, né le 19 décembre 1957 et mort le 7 novembre 1986, est un musicien australien, bassiste des groupes The Birthday Party et The Saints.

## Biographie
Il est natif d'Australie. Ses parents déménagent en Nouvelle-Zélande lorsqu'il a deux ans, en 1959, avant de revenir en Australie en mai 1964. Sa sœur Fiona nait peu après, le 19 juin 1964.
Il suit les cours de la Caulfield Grammar School de Melbourne, où il forme le groupe The Boys Next Door, avec ses amis d'école Nick Cave et Mick Harvey. Ils connaissent quelques succès en Australie, auquel se joint le guitariste Rowland S. Howard, et tous quittent assez tôt leur patrie pour la ville de Londres, où le groupe change de nom pour s'appeler The Birthday Party.
Le 16 février 1982, Tracy Pew est appréhendé sur le parking d'un hôtel de Melbourne, sous influence de l'alcool, remplaçant le propriétaire de la voiture, un de ses amis, trop ivre pour conduire. C’est le début d'une série de délits accumulés qui le mènent d'une première condamnation à 2 mois et ½ au camp de travail de Pentridge Jail à deux semaines à la prison de la ville de Won Wron (prison de sécurité minimale fermée depuis 2004).
Pendant le séjour de Tracy en prison, c'est Chris Walsh (du groupe The Moodists) qui est bassiste remplaçant pour les concerts de Melbourne, ou Barry Adamson, ou encore Harry Howard (le frère de Rowland S. Howard) lors des concerts d'Angleterre. À sa libération, Tracy revient au sein du groupe et le premier concert après son retour eut lieu à Hammersmith le 26 mai 1982.
Le groupe The Birthday Party se sépare en 1984, et Tracy s'inscrit à des cours de littérature et philosophie à la Monash University de Melbourne. Il a contribué à l'album de reprises de Nick Cave and the Bad Seeds Kicking Against the Pricks, ainsi qu’à l'album concept de Lydia Lunch Honeymoon In Red.
Il meurt d'une hémorragie cérébrale à la suite d'une crise épileptique, le 7 novembre 1986.